# Ногерра, Элена
Эле́на Барбара Рибейру Фуртаду Велью Ногерра (порт. Hélène Barbara Ribeiro Furtado Velho Noguerra; род. 18 мая 1969, Брюссель) — бельгийская фотомодель, актриса, певица, писательница и телеведущая. Музыкальную карьеру начала в 1988 году, актёрскую — в 1989 году. В сольной музыкальной карьере известна под псевдонимом «Dillinger Girl». С 2010 года выступает в составе французской группы Nouvelle Vague. В качестве фотомодели сотрудничает с агентствами «Click» и «Viva» в Париже.

## Биография
Элена Ногерра родилась в 1969 году в Брюсселе, в семье среднего достатка. Её мать была португалкой, в 1968 году эмигрировавшей в Бельгию, спасаясь от диктатуры Салазара. У Элены есть сводный брат и две сестры, одна из которых — известная певица Лио. Карьера в модельном бизнесе началась для Элены в 15 лет, после чего она прославилась как теле- и радиоведущая. В 1989 году она выпустила свой дебютный сингл «Lunettes Noires», спустя три года вышел второй сингл «Rivières rouges», но на выпуск сольного альбома певица не решалась. Дебютный альбом Элены под названием «Projet Bikini» вышел лишь в 1999 году, через 10 лет после начала её музыкальной карьеры.
Свой следующий альбом, «Azul», Элена записала вместе с певцом и аранжировщиком Филиппе Катерин в 2001 году. Он имел невероятный успех во Франции, как и следующая музыкальная работа Элены «Née dans la nature» (Рождённый в природе), вышедшая в 2004 году.
В 1989 году Элена дебютировала в кино, эпизодической ролью в фильме «Ванная комната». После этого она, в основном, занималась модельным бизнесом, заключив контракт с французским агентством «Viva», периодически снимаясь в короткометражных фильмах. Возвращение Элены в кино состоялось в 2001 году, во французской драме «Божественный ребенок». Постепенно актриса стала переходить от второплановых ролей и камео к более масштабным ролям. В 2005 году она сыграла главную роль в фильме «Чёрный ящик», а в 2009 году — в фильме «Частная жизнь Салазара».
В 2002 году Элена попробовала себя в качестве писателя, выпустив книгу «Враг внутри» (L’Ennemi est à l’intérieur), а в 2006 году дебютировала на театральной сцене. Продолжая музыкальную карьеру, в 2006 году она взяла псевдоним «Dillinger Girl». Под этим псевдонимом она выпустила альбом «Bang!» — совместную работу с музыкантом Фредерико Пеллегрини. В 2007 году певица вернулась к сольной карьере, выпустив альбом «Fraise Vanille», который имел определённый успех среди поклонников певицы. По случаю выхода альбома, Элена дала своё первое небольшое турне по городам Франции, завершившееся выступлением в известном парижском театре «Bataclan».
В 2010 году Элена вступила во французскую женскую группу «Nouvelle Vague», записав в составе коллектива альбомы «Couleurs sur Paris» и «The Singers». Последний стал для Элены дебютным англоязычным альбомом. Оставаясь в составе группы, Элена продолжает и сольную карьеру. В 2013 году она выпустила последний на данный момент альбом «Année Zéro», синглы из которого получили достойные позиции во французских чартах. Песня «Tom», ставшая лид-синглом альбома, и клип на неё, удостоились высоких похвал музыкальных критиков. В мае 2013 года вышел новый сингл Элены «The End of the Story».
Как актриса, Элена продолжает сниматься в кино и на телевидении. В 2010 году она сыграла в фильмах «Сердцеед» (с Ванессой Паради) и «Муму», а в 2011 году ей досталась главная роль в комедии Кристиана Клавье «Папаши без вредных привычек». В 2014 году Элена дебютировала в российском кинематографе, сыграв президента Франции в комедийном фильме «Кухня в Париже».

## Личная жизнь
У Элены Ногерра есть сын — Танель Дерард (р. 1991), музыкант и модель.

## Фильмография
| Год  |    | Русское название                  | Оригинальное название           | Роль                   |
| ---- | -- | --------------------------------- | ------------------------------- | ---------------------- |
| 1989 | ф  | Ванная комната                    | La salle de bain                | женщина в супермаркете |
| 2001 | тф | Божественный ребёнок              | Le Divin enfant                 | телеведущая            |
| 2002 | ф  | Девушкам никто не доверяет        | Les filles, personne s'en méfie | актриса                |
| 2002 | ф  | Если бы я был богат               | Ah! Si j'étais riche            | Присцилла              |
| 2003 | ф  | Без неё                           | Sem Ela                         | Инес Виейра            |
| 2005 | ф  | Чёрный ящик                       | La Boîte noire                  | Сорайя                 |
| 2006 | ф  | Парижская история                 | Dans Paris                      | девушка на скутере     |
| 2006 | с  | Мафиоза                           | Mafiosa                         | Лаэтита                |
| 2007 | с  | Что такое хорошо, что такое плохо | Fais pas ci, fais pas ça        | детский психиатр       |
| 2008 | ф  | Другая                            | L'autre                         | подруга Ларса          |
| 2009 | ф  | Частная жизнь Салазара            | A Vida Privada de Salazar       | Кристиана Гарнье       |
| 2009 | с  | Семейная сцена                    | Scènes de ménages               | Лаура                  |
| 2010 | ф  | Сердцеед                          | L'arnacoeur                     | Софи                   |
| 2010 | ф  | Муму                              | Mumu                            | Мадам Ротайлот         |
| 2010 | тф | Внизу лестницы                    | Au bas de l'échelle             | Мариетта               |
| 2011 | тф | Десять минут нигде                | À dix minutes de nulle part     | Мадам Стивенарт        |
| 2011 | ф  | Ученик Дюкобю                     | L'élève Ducobu                  | Аделин Гратин          |
| 2011 | тф | Вальпараисо                       | Valparaiso                      | Эмма Кальон            |
| 2011 | ф  | Папаши без вредных привычек       | On ne choisit pas sa famille    | Алекс Борньёли         |
| 2012 | ф  | Клиника любви                     | La clinique de l'amour          | Присцилла              |
| 2012 | ф  | Каникулы Дюкобю                   | Les vacances de Ducobu          | Аделин Гратин          |
| 2013 | ф  | Скачки                            | Turf                            | Кристина               |
| 2013 | ф  | Я — болельщик Стандарта           | Je suis supporter du Standard   | играет себя            |
| 2013 | ф  | Марка ангелов                     | La Marque des anges             | Анжела Коулсон         |
| 2013 | ф  | Отель романтических свиданий      | Hôtel Normandy                  | Алис Лекор             |
| 2013 | ф  | Домашняя жизнь                    | La vie domestique               | Инес                   |
| 2014 | ф  | Сынок                             | Fiston                          | Моника                 |
| 2014 | ф  | Аллилуйя                          | Alleluia                        | Соланж                 |
| 2014 | ф  | Кухня в Париже                    | —                               | президент Франции      |
| 2015 | тф | Убийство в Коллиуре               | Meurtres à Collioure            | Алис Кастель           |

## Произведения

### Дискография
- 1999: Projet Bikini
- 2001: Azul
- 2004: Née Dans la Nature
- 2007: Fraise Vanille
- 2013: Année Zéro[17]